# 伊扎布特
伊扎布特（阿拉伯语：حِزْبُ التَحْرِير，意为“解放党”，是“伊斯兰解放党”的音译简称）是一个国际性的泛伊斯兰主义和伊斯兰原教旨主义政治组织，其公开目标是重建伊斯兰哈里发国，以团结穆斯林社区（称为乌玛）并执行伊斯兰教法。成立于1950年代初，最初活跃于阿拉伯世界。苏联解体前夕，迅速进入中亚。目前该组织广泛活动于世界各地。
伊扎布特分别在英国伦敦、巴勒斯坦设有两个总部，在一些国家设有分支机构。
伊扎布特在德国、俄罗斯、中国、埃及、土耳其 、巴基斯坦 以及除黎巴嫩、也门和阿联酋之外的所有阿拉伯国家都被禁止。2017年7月，印度尼西亚政府以不符合政府关于极端主义和印尼国家意识形态的规定为原因取缔了伊扎布特。

## 历史

### 成立

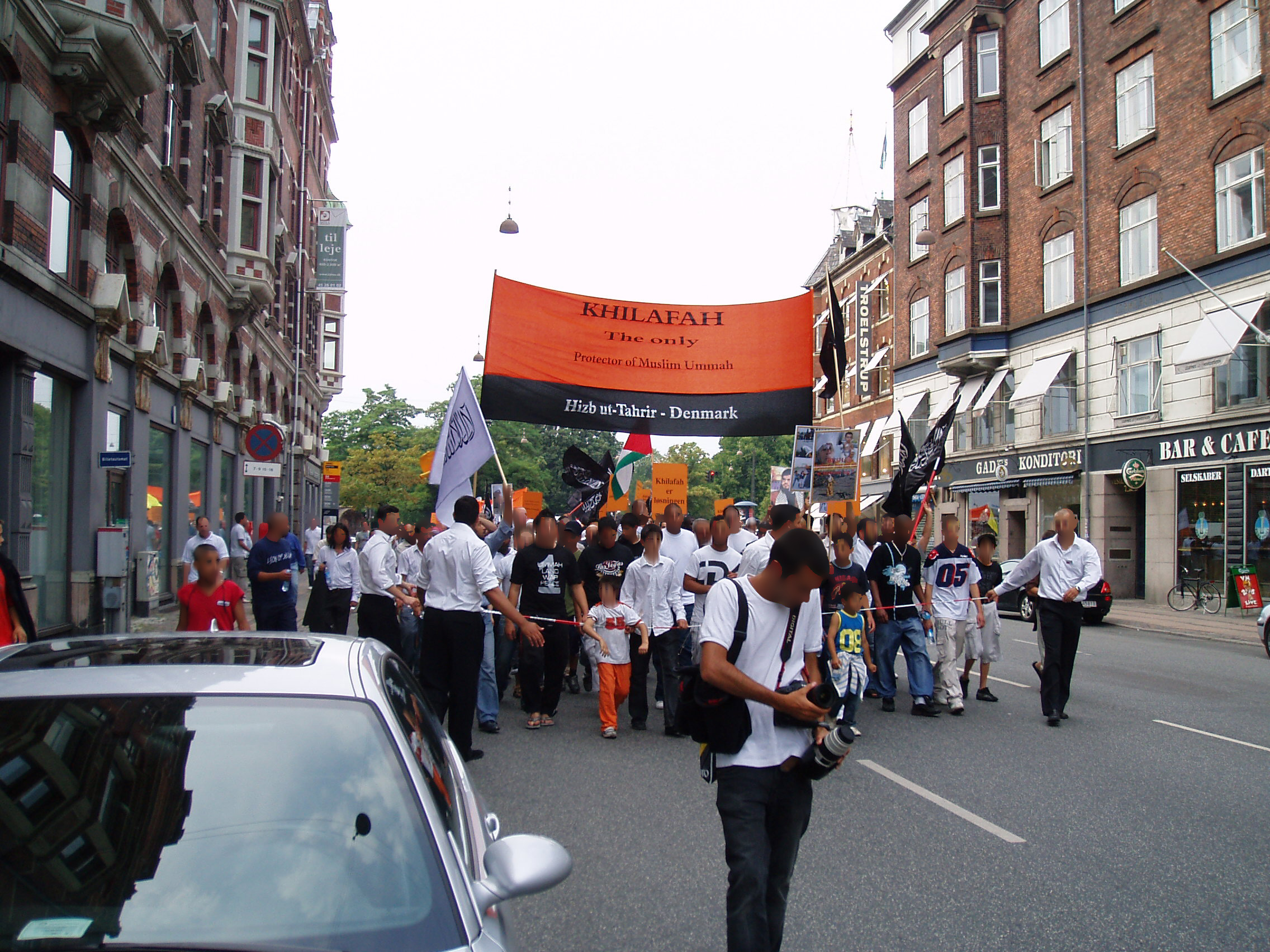
2006年，伊扎布特成员在丹麦首都哥本哈根街头游行

伊扎布特是在伊斯兰教极端组织穆斯林兄弟会（音译为“伊赫瓦尼”）的基础上产生。伊扎布特的创始人是塔基丁·纳卜哈尼（塔基丁·纳卜哈尼），为穆斯林兄弟会成员，与穆斯林兄弟会创始人哈桑·班纳有相同思想。1909年，纳卜哈尼生在巴勒斯坦海法南部的村庄伊吉姆。在海法接受伊斯兰教法中等教育后，1928年赴埃及开罗上大学，他同时在艾资哈尔大学、达尔乌卢姆学院（Dar-ul-Ulum college）注册，在艾资哈尔大学获得伊斯兰教法学位。1932年到1938年，在学校担任神学教师，后来投身法律职业。1948年率全家迁居黎巴嫩贝鲁特。纳卜哈尼曾一度担任耶路撒冷伊斯兰教法法院高级法官。1951年，转往安曼大学伊斯兰系任教。纳卜哈尼是在罕百里派创始人罕百勒、激进派伊斯兰创始人伊本·泰米叶、穆罕默德·本·阿布德·瓦哈布、贾迈勒丁·阿富汗尼、穆罕默德·阿布笃等人的影响下形成了自己的政治世界观。特别是深受伊本·泰米叶同一切不信伊斯兰教的人作斗争的思想影响。 纳卜哈尼改变了穆斯林兄弟会在埃及成立哈里发政体的伊斯兰国家的思路。他发展了哈桑·班纳的联合全部穆斯林国家成立统一哈里发的思想。为达该目标，1952年至1953年纳卜哈尼在耶路撒冷创立了新组织——伊斯兰解放党（伊扎布特）。
伊扎布特的目标是成立哈里发国家。为实现该目标，战略分为三阶段：
- 第一阶段：形成党的领导核心，培养出相信党的目标、任务、方法的人。
- 第二阶段：实现与穆斯林社会的互动。
- 第三阶段：创建伊斯兰国家，进而实现“把伊斯兰带进世界其他国家的使命”。[27]

纳卜哈尼认为，人口的伊斯兰化是实现上述目标的最有效途径。最初，伊扎布特将和以色列犹太复国主义的斗争以及从以色列侵略者手中解放巴勒斯坦作为己任。但后来，随着伊扎布特成员增加，党的领导推出了通过人口的伊斯兰化来建立世界性哈里发的思想。
伊扎布特成立后的第一次行动是在约旦。伊扎布特刚成立便遭约旦政府禁止。根据约旦法律，新党派必须登记，但伊扎布特的申请遭约旦政府拒绝。1953年5月，伊扎布特成员遭约旦政府逮捕。为避免约旦政府的压迫，纳卜哈尼于1953年底转往叙利亚大马士革。其他伊扎布特成员也很快被约旦政府驱逐出境。伊扎布特成员很熟悉地下活动的安全措施和纪律。整个党组织被分为互无联系的自治性基层组织，每个成员都有代号，如“阿不都”、“穆罕默德”之类。基层组织的主要任务是对青年“洗脑”，灌输被歪曲的伊斯兰教义。伊扎布特领导人认为，最能够影响政府、改变社会的方式是让民众在纳卜哈尼的讲经中理解伊斯兰教义。所以在每周五礼拜时，趁穆斯林在清真寺聚集，伊扎布特利用讲经之机散布言论。起初，上述活动经过批准仅在耶路撒冷阿克萨清真寺和希伯伦的麦比拉洞开展，后来伊扎布特将讲经推广至其他居民点的清真寺。1954年底，约旦政府为了禁止伊扎布特，故加强检查清真寺每周五讲经的内容，要求在宣讲前讲经者作出书面陈述。

### 激进化
伊扎布特正式声明仅开展和平的“思想圣战”，而且否定了暴力方式。但是，从1960年代末，极端的伊扎布特成员开展了一系列失败的国家政变，包括：1968年至1969年在阿曼、大马士革、巴格达；1972年在巴格达；1974年在开罗；1976年在大马士革，等等。有的史料称，1981年刺杀埃及总统穆罕默德·安瓦尔·萨达特的凶手中便有一名是伊扎布特成员。1977年12月，纳卜哈尼病逝。伊扎布特的埃米尔之职由从艾资哈尔大学毕业的阿卜杜勒·卡迪姆·扎卢姆（阿卜杜勒·卡迪姆·扎卢姆）取代。扎卢姆1925年生在巴勒斯坦的阿里-哈里尔城，是纳卜哈尼的战友，也是一位伊斯兰教学者，在伊扎布特内部威望很高。有些在伊扎布特基层组织中流传至今的最知名的书便是他的著作，其中包括《哈里发是如何结束的》、《哈里发国家的经济政策》。 
扎卢姆接任伊扎布特的埃米尔后，加速该组织的激进化，加强武装暴力活动，导致相关国家加强了对伊扎布特的打击。1984年8月，埃及最高法院对32位伊扎布特成员进行审判，其中包括伊扎布特的多位知名活动家。1994年，伊扎布特的多位追随者在约旦遭判处死刑，因为他们试图袭击在一所大学参加仪式的约旦国王侯赛因·本·塔拉勒。 在伊斯兰国家，伊扎布特未获得穆斯林民众的广泛支持，民众与学者对纳卜哈尼的观点大多持批评态度。中东及中亚的多位著名伊斯兰教学者及伊斯兰教人士都强烈指责纳卜哈尼的观点。 

### 中亚扩张
1970年代至1980年代，随着世界伊斯兰教热潮及苏联的自由化、宗教复兴，中亚作为传统穆斯林地区也开始了伊斯兰教复兴。1978年，在中亚（尤其是苏联的塔吉克斯坦和乌兹别克斯坦）出现“穆斯林青年”反对派，属于原教旨主义者，被不太正确地称作“瓦哈比派”或“新瓦哈比”派。这派人士认为，苏联政府无法律制度，苏维埃政府是专制统治，民众不信仰伊斯兰教，官方的“乌玛”只会随风倒，伊斯兰教教职人员是政府的附庸，不代表穆斯林的利益，所以必须建立非官方的宗教政权。这派人士中的部分人成为后来中亚伊斯兰教复兴运动的领袖。1980年代，在塔吉克斯坦已建立10座非官方清真寺，官方清真寺则有17座；在乌兹别克斯坦已建立12座非官方清真寺，官方清真寺则有82座。此外，不少境外伊斯兰教组织的宣传品也传入中亚，非正规的伊斯兰教育出现，参加伊斯兰教活动者不断增加，《古兰经》发行量猛增，婚礼、丧礼、生育等日常活动也日益渗入伊斯兰教礼仪。这些尚属一般的伊斯兰教复兴的范围，但在此过程中出现了极端主义的言行，例如宣传成立哈里发国家取代苏联，在伊朗实现伊斯兰革命，支持阿富汗“圣战”等等。
此时，伊扎布特也从中东发展到中亚。阿富汗抗击苏联入侵的战争及随后的阿富汗内战成为刺激中亚伊斯兰教的政治化和极端化的催化剂。中亚的伊斯兰极端组织可大致分成三类：
- 第一类：在中亚活动的国际性组织，中心不设在中亚，包括：伊扎布特、基地组织、迁徙组织、伊斯兰圣战等等。
- 第二类：在中亚建立的组织，包括：乌兹别克斯坦伊斯兰运动（简称“乌伊运”，2002年更名为突厥斯坦伊斯兰运动）、胜利党（努斯拉）、阿克罗米亚等等。
- 第三类：成立于某国但在中亚有活动，尚不算国际组织的组织，包括：库尔德工人党等等。[27]

其中，在中亚的伊斯兰极端组织中成员最多、影响最大的有三个：阿克罗米亚、乌兹别克斯坦伊斯兰运动（2002年更名为突厥斯坦伊斯兰运动）、伊扎布特，其中伊扎布特成员数量最多。
1980年代末，扎卢姆开始将伊扎布特扩展到苏联境内，首先看中伊斯兰教力量大的乌兹别克斯坦。扎卢姆派赴中亚的第一批密使，伪装为报考塔什干等城市高等院校的考生，进入乌兹别克斯坦境内。当时，在乌兹别克斯坦留学的外国留学生达到上万人，其中很多来自西亚、非洲。在这些密使中，有明确记录的是几位塔什干工学院的约旦留学生。1992年至1993年，伊扎布特在乌兹别克斯坦设立分支机构。在苏联解体之后的几年内，中亚社会形势混乱，各种思想和组织毫无限制地大量涌现。1995年，在乌兹别克斯坦快速发展的伊扎布特已初具规模。中亚有的媒体报道，伊扎布特在1980年代中期即有活动，但报道未提供具体消息来源。
1990年代中期，伊扎布特在中亚快速发展有一特殊原因。1991年至1992年，部分伊斯兰国家向中亚国家提供许多奖学金，资助中亚及其他苏联穆斯林地区学生前往伊斯兰国家留学。其中，土耳其政府提供的资助最多，承诺每年从每个中亚国家（包括阿塞拜疆）接收2000位留学生，但实际上因不少土耳其大学的水平不如中亚的大学高，生活条件又不太好，所以不少中亚留学生中途回国。此外，沙特阿拉伯、伊朗、埃及、约旦、叙利亚等国短期便有数千中亚学生前往留学。这些到伊斯兰国家留学的中亚学生中，许多接受了各类伊斯兰思想，参加了包括伊扎布特在内的各种组织。1990年代中期，他们完成学业归国，带回不少宣传品，回国发展组织。这时，伊扎布特的重要著作如《伊扎布特之理念》、《伊斯兰体系》、《民主－不信教的准则》、《团结运动》、《政变》、《伊斯兰国家》、《伊斯兰的状况》、《哈里发》、《伊斯兰的组成》等等，也随之传入中亚，先从阿拉伯文译为乌兹别克文，后又译为塔吉克文、吉尔吉斯文。
在中亚，伊扎布特的第一批支部建在乌兹别克斯坦费尔干纳、安集延、塔什干地区，随后扩展到吉尔吉斯、哈萨克斯坦、塔吉克斯坦。在初期，伊扎布特并不直接对抗中亚各国政府，仅采用和平方式宣传本党宗旨，但该组织的快速发展引起中亚各国政府警觉及取缔，伊扎布特从而转为地下秘密活动。
伊扎布特与乌兹别克斯坦伊斯兰运动和“誓言”（音译“拜亚特”Байятклятва。主要活动在塔吉克斯坦北部的恐怖组织，2004年1月杀害一位浸会派教士，该组织成员多人被判刑）等组织有联系。1993年，乌兹别克斯坦伊斯兰运动领导人朱马·纳曼干尼会见过伊扎布特的代表。2000年9月，吉尔吉斯军队在贾拉拉巴德州恰特卡尔区消灭7名乌兹别克斯坦伊斯兰运动分子，在他们身上发现伊扎布特传单。2000年9月初，塔利班、乌兹别克斯坦伊斯兰运动、伊扎布特的代表在阿富汗喀布尔开会。1999年2月，乌兹别克斯坦塔什干发生针对总统伊斯兰·卡里莫夫的系列爆炸。乌兹别克斯坦特勤机构宣布，有证据显示伊扎布特成员参与这些活动，随后开始大规模逮捕伊扎布特成员，伊扎布特由此完全转入地下，从而极大加深了乌兹别克斯坦政府与伊扎布特的矛盾，导致伊扎布特分化。约在1999年，从伊扎布特分裂出两个新组织：胜利党（Хизбан-Нусра）、阿克罗米亚（Акромия）。 2002年以前，伊扎布特主要在乌兹别克斯坦、塔吉克斯坦、吉尔吉斯南部活动，此后发展至吉尔吉斯北部、哈萨克斯坦南部。目前，伊扎布特已在中亚各国的全部大中城市及不少农村地区活动。2001年以来，中亚地区的乌兹别克斯坦、哈萨克斯坦、俄罗斯均曾在逮捕伊扎布特成员时，搜缴到炸弹、武器等物品。
2001年美国发动阿富汗战争以后，伊扎布特担心中亚各国政府趁机开展新一轮逮捕，所以曾一度降低活跃度，后来随着反恐局势稳定，又逐步活跃。中亚各国政府尽管加强了对宗教极端分子的镇压，但伊扎布特活动依然不断，其传单常在乌兹别克斯坦的塔什干、费尔干纳、纳曼干、安集延、苏尔汉河州以及费尔干纳盆地吉尔吉斯的乌兹别克人聚居区出现，传单一般是被偷偷放进公民的信箱内。
2003年，乌兹别克斯坦政府对各类宗教极端组织严厉打击，监禁了将近7000名犯人。其中1600人是瓦哈比派人士，650人是伊斯兰教各类激进派别的追随者，近200人是世俗反对派（即过去的“统一”和“自由”党）的代表，近4500人是伊扎布特成员，包括 2002年春季被逮捕的乌兹别克斯坦境内伊扎布特最高领导人（埃米尔）及其他领导人。2003年，乌兹别克斯坦和吉尔吉斯政府认定伊扎布特是宗教极端组织，其他中亚国家也不同程度加强了对伊扎布特活动的监控及限制。2004年3月至4月，乌兹别克斯坦发生的恐怖爆炸事件有伊扎布特成员参与。伊扎布特传单上的口号也更加直接，号召穆斯林不要容忍异教徒及叛教者。
2007年11月3日，中华人民共和国国务院总理温家宝访问乌兹别克斯坦期间，中华人民共和国和乌兹别克斯坦发表联合公报，其中第四条称：“双方指出，恐怖主义、分裂主义、极端主义仍是本地区安全与稳定的主要威胁，打击‘东突’、‘乌伊运’、‘伊扎布特’和其他极端恐怖势力是国际反恐斗争的重要组成部分。”

### 插手新疆
1998年，伊扎布特开始在中国新疆维吾尔自治区渗透发展，随后在乌鲁木齐市设立总部，当时在整个新疆维吾尔自治区只有数百名成员及追随者。此后伊扎布特迅猛发展，到2009年时，伊扎布特在中国新疆维吾尔自治区大约有2万名成员。其发展重点是乌鲁木齐市的大中专院校，其中尤其是新疆大学。2000年以来，伊扎布特成为新疆大学内部最主要的東突厥斯坦獨立運動组织。截至2012年，新疆大学保卫部门已查实的伊扎布特组织在新疆大学的涉案人员共计77人，其中宣誓加入伊扎布特者32人，参与伊扎布特组织的非法活动者45人。从2000年10月至今，新疆大学反对“三股势力”渗透破坏活动的重点便是反对“伊扎布特”的渗透。截至2012年，在中共新疆大学党委的直接领导下，经公安机关、国家安全机关的指导，新疆大学先后与伊扎布特组织进行过5次大规模斗争。
据说，2003年中国政府下达了文件，专门注意伊扎布特的暴力犯罪。根据不完全统计，1999年至2009年，喀什地区共查获伊扎布特涉案人员将近1300人，其中抓获而未作刑事处理者1085人，抓获并刑事处理者243人。
2008年7月，乌鲁木齐市警方查获了伊扎布特的一个“圣战训练班”组织，当场击毙五人，据报该组织曾在和田策划三起游行。“圣战训练班”案受到中华人民共和国各类媒体广泛报道。
2009年7月5日，在乌鲁木齐市发生七·五暴力事件。维吾尔族记者海来特·尼亚孜7月5日晚间在街上近距离见到了暴徒的行为，并阻止暴徒殴打汉族妇女，他听到暴徒呼喊建立政教合一国家的口号，所以他认为，七五事件这起有组织的暴力行动是伊扎布特策划并实施。

## 目标與手段
伊扎布特的公开使命是通过发动非暴力的和平“圣战”，建立单一的伊斯兰教法统治的哈里发国家。但是2001年以来，在中亚地区的活动呈现出恐怖组织的特征，2009年的七五事件就有其参与迹象，目的是欲颠覆现政权。

## 组织
伊扎布特成员主要是18岁到35岁的青年，尤其是农村青年。伊扎布特秘密发展成员，并且会警告新成员称，伊扎布特很强大，与穆斯林兄弟会联系密切，若不能保守秘密，对他人说出伊扎布特之名，便将遭惩罚。 中亚的伊扎布特的组织体系为金字塔形，自上而下依次为：
| 组织级别          | 领导人名称                     | 说明                                                                                         |
| ----------------- | ------------------------------ | -------------------------------------------------------------------------------------------- |
| 国家              | 穆塔马特（мутамат）            |                                                                                              |
| 地区（如州）      | 马苏尔（масул）                |                                                                                              |
| 地区（如州）      | 穆索伊德（мусоид）             | 穆索伊德为马苏尔的助手，负责该地区的具体活动                                                 |
| 小区（участок）   | （资料未记载小区领导人的名称） | 地区分成若干小区                                                                             |
| 马哈里（махалли） | 纳基布（накиб）                | 有的资料称，小区可再分为地段，称为马哈里（махалли）。 纳基布及其助手负责组织日霍兹（жхоз）。 |
| 日霍兹（жхоз）    | 穆什里夫（мущриф）             | 根据每个日霍兹的人数，每位穆什里夫可领导一至多个哈尔卡（халка）小组。                        |
| 哈尔卡（халка）   | ——                             | 哈尔卡是最基层组织。每个哈尔卡有45名成员，为一独立的活动单位。                               |

出于保密，小组定期变更聚会地点，组织用单线联系，在成为正式成员时不举行仪式，不登记成员，不缴纳会费。宣传方式靠散发传单及书籍，互联网流行以后开始靠互联网。1995年，伊扎布特出台了地区性管理条令《伊扎布特管理组织法》，规定了伊扎布特的活动、特别是发展成员的活动。《伊扎布特管理组织法》第九章规定，伊扎布特为单一领导人埃米尔的组织，埃米尔有“制定观点、思想、章程、法律”的权力，无需集体领导及民主（伊扎布特认为集体领导及民主是不信神的人的原则）。《伊扎布特管理组织法》第三章第2条虽然规定：“以政治斗争的手段夺取政权。”但是第5条又规定：“部分地夺取政权是不可取的。为了贯彻伊斯兰，必须用革命的手段全面夺取政权。”而众所周知“革命”通常与“暴力”密切相连。所以《伊扎布特管理组织法》中的规定与其成员宣传的不采用暴力的原则显有矛盾。《伊扎布特管理组织法》还规定，要通过“一切手段”实行对“民众的大规模培养”。
伊扎布特的活动经费主要依靠自筹，每名成员每月必须交纳一定数量的党费，党费数额一般是该成员收入的5%－20%不等。

## 历任埃米尔
1. 塔基丁·纳卜哈尼（1953年－1977年）
2. 阿卜杜勒·卡迪姆·扎卢姆（1977年－2003年）
3. 阿塔·阿布·拉什塔（2003年至今）